# Рюмин, Михаил Акимович
Михаил Акимович Рюмин (1805—1873) — обер-прокурор московских Департаментов сената, тайный советник.

## Биография
Родился 4 (16) ноября 1805 года в купеческой семье. В 1822 году окончил Императорский Московский университет со степенью кандидата и с золотою медалью, после чего, 3 декабря того же года, поступил на службу во 2-е отделение 6-го московского Департамента сената; в феврале 1828 года он был утвержден секретарём 1-го отделения 6-го департамента и в марте 1833 года был награждён бриллиантовым перстнем, а 20 июня того же года переведён на службу в Департамент министерства юстиции для занятий по поверке «Свода законов». Через три года, 13 мая 1836 года он был утверждён начальником 2-го отделения Департамента министерства юстиции. В 1840 году (15 декабря) был назначен обер-прокурором 2-го отделения 6-го Департамента сената, откуда уже 8 января 1841 года перемещён на ту же должность в 1-е отделение 5-го Департамента.
В 1843 году назначенный вице-директором Департамента министерства юстиции, с принятием в особое управление его двух отделений, М. А. Рюмин был назначен также членом «Консультации при министерстве юстиции» и членом «Комитета для рассмотрения уложения о наказаниях», причем 9 сентября 1844 года был пожалован в действительные статские советники. Затем, в 1845 году он был назначен обер-прокурором 2-го отделения 6-го московского Департамента сената, а в 1848—1849 гг. исправлял, одновременно, обязанности обер-прокурора 1-го отделения того же Департамента и ревизовал суммы московского Сенатского казначейства и дела Владимирской палаты гражданского суда. В 1851 году он был назначен исполнять должность обер-прокурора Общего собрания московских департаментов сената, а в 1854 году утверждён в этой должности. Кроме того, с 1853 года он также исполнял обязанности обер-прокурора 8-го Департамента.
В 1859 году награждён орденом Св. Анны 1-й степени, затем императорской короной к этому ордену и орденом Св. Станислава 1-й степени. Не позже 1863 года был пожалован чином тайного советника.
Скончался в Москве 15 (27) января 1873 года и был похоронен в Новоспасском монастыре.